# Commandement général des forces armées de la Russie du Sud
Ne doit pas être confondu avec Gouvernement russe du Sud ou Gouvernement de la Russie du Sud.
1918–1919
Entités précédentes :
- République socialiste soviétique criméenne
- République socialiste fédérative soviétique de Russie

Entités suivantes :
- Gouvernement russe du Sud

Le Commandement général des forces armées de la Russie du Sud, en russe Особое совещание при Главкоме ВСЮР, Osoboe soveščanie pri Glavkome VSJuR, est un gouvernement militaire qui contrôlait une partie du Sud de la Russie dans le cadre de la guerre civile russe. Il était dirigé par les Forces Armées du Sud de la Russie (Russes blancs).
Le prédécesseur du Commandement général était le Conseil politique Политический совет, Političeskij sovet) établi en décembre 1917. En 1918, en raison de gains territoriaux par l'Armée des volontaires (alliée aux Forces Armées du Sud de la Russie), la problématique d'une administration civile est devenue plus importante. Le 31 août 1918, le commandement général a été créé par le général Mikhail Alekseïev. Les fonctions du Commandement général ont été clarifiées le 3 octobre 1918. Le chef de l'Armée des volontaires serait le président du Commandement général qui servirait en tant qu'organe consultatif à sa tête. Le 8 octobre 1918, la suite de la mort du général Alekseïev, le guide suprême devient le général Anton Dénikine. Les présidents du commandement étaient Abraham Dragomirov (octobre 1918-septembre 1919) puis Alexandre Lukomsky (septembre-décembre 1919). Le commandement général a été aboli le 30 décembre 1919 par Dénikine et remplacé par un Gouvernement du commandant en chef des forces armées de la Russie méridionale (Главнокомандующем ВСЮР de Правительством, Pravitel'stvom premier Glavnokoandujuščem VSJuR), lui-même devenant le Gouvernement russe du Sud en mars 1920.